# BAFTA-díj a legjobb jelmeztervezésért
A legjobb jelmeztervezésért járó BAFTA-díjat a Brit Film- és Televíziós Akadémia 1965 óta adja át.

## Díjazottak és jelöltek
(A díjazottak félkövérrel vannak jelölve)

### 1960-as évek

#### Színes filmek
- 1965 – Becket – Margaret Furse
  - A vikingek kincse – Anthony Mendleson
  - Gyilkosság a hajón – Beatrice Dawson
  - A sárga Rolls-Royce – Anthony Mendleson
- 1966 – Azok a csodálatos férfiak a repülő masináikban – Osbert Lancaster Dinah Greet
  - Moll Flanders – Elizabeth Haffenden Joan Bridge
  - Help! – Julie Harris
  - Felügyelő életveszélyben – Margaret Furse
  - A fiatal Cassidy – Margaret Furse
- 1967 – Elcserélt küldemények – Julie Harris
  - Arabeszk – Christian Dior
  - A kék Max – John Furniss
  - Romeo and Juliet – Nicholas Georgidis
- 1968 – Egy ember az örökkévalóságnak – Elizabeth Haffenden Joan Bridge
  - Casino Royale – Julie Harris
  - Távol a tébolyult tömegtől – Alan Barrett
  - Egy hatpennys fele – Elizabeth Haffenden Joan Bridge

#### Fekete-fehér filmek
- 1965 – Tökmagevő – Sophie Devine
  - Örök szolgasag – Beatrice Dawson
  - Homályban – Julie Harris
- 1966 – nem osztottak ki díjat
- 1967 – nem osztottak ki díjat
- 1968 – A kisasszony – Jocelyn Rickards
  - A Gibraltár tengerésze – Jocelyn Rickards

#### Legjobb díszlet
- 1969 – Rómeó és Júlia – Danilo Donati
  - A könnyűlovasság támadása – David Walker
  - Az oroszlán télen – Margaret Furse
  - Olivér – Phyllis Dalton

### 1970-es évek
- 1970 – Váltson jegyet a háborúba! – Anthony Mendleson
  - Funny Girl – Irene Sharaff
  - Isadora – Ruth Myers
  - Szerelmes asszonyok – Shirley Ann Russell
- 1971 – Waterloo – Maria De Matteis
  - Anna ezer napja – Margaret Furse
  - Cromwell – Vittorio Nino Novarese
  - Ryan lánya – Jocelyn Rickards
- 1972 – Halál Velencében – Piero Tosi
  - A közvetítő – John Furniss
  - Cárok végnapjai – Yvonne Blake Antonio Castillo
  - Beatrix Potter meséi – Christine Edzard
- 1973 – Alice Csodaországban , Macbeth és A fiatal Churchill - Anthony Mendleson
  - Kabaré – Charlotte Flemming
  - A Keresztapa – Anna Hill Johnstone
- 1974 – A Lady sofőrje – Phyllis Dalton
  - Babaház – Beatrice Dawson
  - Napfivér, Holdnővér – Danilo Donati
  - Jézus Krisztus szupersztár – Yvonne Blake
- 1975 – A nagy Gatsby – Theoni V. Aldredge
  - Kínai negyed – Anthea Sylbert
  - Gyilkosság az Orient expresszen – Tony Walton
  - A három testőr, avagy a királyné gyémántjai – Yvonne Blake
- 1976 – Sáska napja – Ann Roth
  - Barry Lyndon – Ulla Britt Söderlund Milena Canonero
  - A négy testőr, avagy a Milady bosszúja – Yvonne Blake
  - Aki király akart lenni – Edith Head
- 1977 – O. márkiné – Moidele Bickel
  - Bugsy Malone – Monica Howe
  - Piknik a Függő sziklánál – Judith Dorsman
  - Papucs és rózsa – Julie Harris
- 1978 – Casanova – Danilo Donati
  - Joseph Andrews – Michael Annals Patrick Wheatley
  - New York, New York – Theadora Van Runkle
  - Valentino – Shirley Ann Russell
- 1979 – Halál a Níluson – Anthony Powell
  - Párbajhősök – Tom Rand
  - Júlia – Anthea Sylbert Joan Bridge Annalisa Nasalli-Rocca
  - Csillagok háborúja IV. – Egy új remény – John Mollo

### 1980-as évek
- 1980 – Jenkik – Shirley Ann Russell
  - Agatha – Shirley Ann Russell
  - A nyolcadik utas: a Halál – John Mollo
  - Európaiak – Judy Moorcroft
- 1981 – Árnyéklovas – Seiichiro Momosawa
  - Mindhalálig zene – Albert Wolsky
  - Don Giovanni – Frantz Salieri
  - Flash Gordon – Danilo Donati
- 1982 – Tűzszekerek – Milena Canonero
  - Excalibur – Bob Ringwood
  - A francia hadnagy szeretője – Tom Rand
  - Egy tiszta nő – Anthony Powell
- 1983 – Szárnyas fejvadász – Michael Kaplan and Charles Knode
  - Gandhi – Bhanu Athaiya and John Mollo
  - Vörösök – Shirley Ann Russell
- 1984 – Traviata – Piero Tosi
  - Fanny és Alexander – Marik Vos-Lundh
  - Hőség és por – Barbara Lane
  - Aranyoskám – Ruth Morley
- 1985 – Volt egyszer egy Amerika – Gabriella Pescucci
  - A bostoniak – Jenny Beavan and John Bright
  - Farkasok társasága – Elizabeth Waller
  - Swann szerelme – Yvonne Sassinot de Nesle
- 1986 – Gengszterek klubja – Milena Canonero
  - Amadeus – Theodore Pistek
  - Legenda – Charles Knode
  - Út Indiába – Judy Moorcroft
- 1987 – Szoba kilátással – Jenny Beavan and John Bright
  - A misszió – Enrico Sabbatini
  - Távol Afrikától – Milena Canonero
  - Ran – Káosz – Emi Wada
- 1988 – A rádió aranykora – Jeffrey Kurland
  - Remény és dicsőség – Shirley Ann Russell
  - Kis Dorrit – Joyce Carter, Danielle Garderes, Claude Gastine, Judith Loom, Sally Neale, Jackie Smith and Barbara Sonnex
  - Aki legyőzte Al Caponét – Marilyn Vance
- 1989 – Az utolsó császár – James Acheson
  - A varrónő – Judy Moorcroft
  - A nap birodalma – Bob Ringwood
  - Úri passziók – Marit Allen

### 1990-es évek
- 1990 – Münchausen báró kalandjai – Gabriella Pescucci
  - Batman – Bob Ringwood
  - Veszedelmes viszonyok – James Acheson
  - V. Henrik – Phyllis Dalton
- 1991 – Nagymenők – Richard Bruno
  - Cinema Paradiso – Beatrice Bordone
  - Dick Tracy – Milena Canonero
  - Micsoda nő! – Marilyn Vance
- 1992 – Cyrano de Bergerac – Franca Squarciapino
  - Ollókezű Edward – Colleen Atwood
  - Robin Hood: A tolvajok fejedelme – John Bloomfield
  - Valmont – Theodor Pistek
- 1993 – Kötelező táncok – Catherine Martin and Angus Strathie
  - Chaplin – Ellen Mirojnick and John Mollo
  - Szellem a házban – Jenny Beavan and John Bright
  - Az utolsó mohikán – Elsa Zamparelli
- 1994 – Zongoralecke – Janet Patterson
  - Drakula – Eiko Ishioka
  - Sok hűhó semmiért – Phyllis Dalton
  - Orlando – Sandy Powell
  - Schindler listája – Anna B. Sheppard
- 1995 – Priscilla, a sivatag királynője – Tim Chappel and Lizzy Gardiner
  - Négy esküvő és egy temetés – Lindy Hemming
  - Interjú a vámpírral – Sandy Powell
  - Kisasszonyok – Colleen Atwood
- 1996 – A rettenthetetlen – Charles Knode
  - György király – Mark Thompson
  - Változások kora – James Acheson
  - Értelem és érzelem – Jenny Beavan and John Bright
- 1997 – III. Richárd – Shuna Harwood
  - Az angol beteg – Ann Roth
  - Evita – Penny Rose
  - Hamlet – Alexandra Byrne
- 1998 – Botrány a birodalomban – Deirdre Clancy
  - Szigorúan bizalmas – Ruth Myers
  - Titanic – Deborah Lynn Scott
  - A galamb szárnyai – Sandy Powell
- 1999 – Bálványrock – Sandy Powell
  - Elizabeth – Alexandra Byrne
  - Zorro álarca – Graciela Mazón
  - Szerelmes Shakespeare – Sandy Powell

### 2000-es évek
- 2000 – Az Álmosvölgy legendája – Colleen Atwood
  - Egy kapcsolat vége – Sandy Powell
  - A tökéletes férj – Caroline Harris
  - Tea Mussolinivel – Anna Anni, Jenny Beavan and Alberto Spiazzi
- 2001 – Tigris és sárkány – Timmy Yip
  - Csokoládé – Renee Ehrlich Kalfus
  - Gladiátor – Janty Yates
  - Az Öröm háza – Monica Howe
  - Sade márki játékai – Jacqueline West
- 2002 – Gosford Park – Jenny Beavan
  - Harry Potter és a bölcsek köve – Judianna Makovsky
  - A Gyűrűk Ura: A Gyűrű Szövetsége – Ngila Dickson
  - Moulin Rouge! – Catherine Martin and Angus Strathie
  - A majmok bolygója – Colleen Atwood
- 2003 – A Gyűrűk Ura: A két torony – Ngila Dickson and Richard Taylor
  - Kapj el, ha tudsz – Mary Zophres
  - Chicago – Colleen Atwood
  - Frida – Julie Weiss
  - New York bandái – Sandy Powell
- 2004 – Kapitány és katona: A világ túlsó oldalán – Wendy Stites
  - Hideghegy – Carlo Poggioli and Ann Roth
  - Leány gyöngy fülbevalóval – Dien van Straalen
  - A Gyűrűk Ura: A király visszatér – Ngila Dickson and Richard Taylor
  - A Karib-tenger kalózai: A Fekete Gyöngy átka – Penny Rose
- 2005 – Vera Drake – Jacqueline Durran
  - Aviátor – Sandy Powell
  - Én, Pán Péter – Alexandra Byrne
  - Repülő tőrök klánja – Emi Wada
  - A velencei kalmár – Sammy Sheldon
- 2006 – Egy gésa emlékiratai – Colleen Atwood
  - Charlie és a csokigyár – Gabriella Pescucci
  - Narnia Krónikái: Az oroszlán, a boszorkány és a ruhásszekrény – Isis Mussenden
  - Mrs. Henderson bemutatja – Sandy Powell
  - Büszkeség és balítélet – Jacqueline Durran
- 2007 – A faun labirintusa – Lala Huete
  - Az ördög Pradát visel – Patricia Field
  - Marie Antoinette – Milena Canonero
  - A Karib-tenger kalózai: Holtak kincse – Penny Rose
  - A királynő – Consolata Boyle
- 2008 – Piaf – Marit Allen
  - Vágy és vezeklés – Jacqueline Durran
  - Elizabeth: Az aranykor – Alexandra Byrne
  - Ellenséges vágyak – Lai Pan
  - Sweeney Todd, a Fleet Street démoni borbélya – Colleen Atwood
- 2009 – A hercegnő – Michael O'Connor
  - Elcserélt életek – Deborah Hopper
  - Benjamin Button különös élete – Jacqueline West
  - A sötét lovag – Lindy Hemming
  - A szabadság útjai – Albert Wolsky

### 2010-es évek
- 2010: Az ifjú Viktória királynő – Sandy Powell
  - Coco Chanel – Catherine Leterrier
  - Egy egyedülálló férfi – Arianne Phillips
  - Egy lányról – Odile Dicks-Mireaux
  - Fényes csillag – Janet Patterson
- 2011: Alice Csodaországban – Colleen Atwood
  - Fekete hattyú – Amy Westcott
  - A király beszéde – Jenny Beavan
  - Harc az egyenjogúságért – Louise Stjernsward
  - A félszemű – Mary Zophres
- 2012: The Artist – A némafilmes – Mark Bridges
  - Suszter, szabó, baka, kém – Jacqueline Durran
  - Jane Eyre – Michael O’Connor
  - A leleményes Hugo – Sandy Powell
  - Egy hét Marilynnel – Jill Taylor
- 2013: Anna Karenina – Jacqueline Durran
  - Szép remények – Beatrix Aruna Pasztor
  - A nyomorultak – Paco Delgado
  - Lincoln – Joanna Johnston
  - Hófehér és a vadász – Colleen Atwood
- 2014: A nagy Gatsby – Catherine Martin
  - Amerikai botrány – Michael Wilkinson
  - Túl a csillogáson – Ellen Mirojnick
  - A titokzatos szerető – Michael O’Connor
  - Banks úr megmentése – Daniel Orlandi
- 2015: A Grand Budapest Hotel – Milena Canonero
  - Vadregény – Colleen Atwood
  - Mr. Turner – Jacqueline Durran
  - Kódjátszma – Sammy Sheldon Differ
  - A mindenség elmélete – Steven Noble
- 2016: Mad Max – A harag útja – Jenny Beavan
  - A dán lány – Paco Delgado
  - Hamupipőke – Sandy Powell
  - Brooklyn – Odile Dicks-Mireaux
  - Carol – Sandy Powell
- 2017: Jackie – Madeline Fontaine
  - Florence - A tökéletlen hang – Consolata Boyle
  - Kaliforniai álom – Mary Zophres
  - Legendás állatok és megfigyelésük – Colleen Atwood
  - Szövetségesek – Joanna Johnston
- 2018: Fantomszál – Mark Bridges
  - A legsötétebb óra – Jacqueline Durran
  - Én, Tonya – Jennifer Johnson
  - A víz érintése – Luis Sequeira
  - A szépség és a szörnyeteg – Jacqueline Durran
- 2019: A kedvenc – Sandy Powell
  - Bohém rapszódia – Julian Day
  - Két királynő – Alexandra Byrne
  - Mary Poppins visszatér – Sandy Powell
  - Buster Scruggs balladája – Mary Zophres

### 2020-as évek
2020: Kisasszonyok – Jacqueline Durran
- Az ír – Christopher Peterson és Sandy Powell
- Jojo Nyuszi – Mayes C. Rubeo
- Judy – Jany Temime
- Volt egyszer egy Hollywood – Arianne Phillips

2021: Ma Rainey: A blues nagyasszonya – Ann Roth
- Emma – Alexandra Byrne
- Ammonita – Michael O'Connor
- Mank – Trish Summerville
- Ásatás – Alice Babidge

2022: Szörnyella – Jenny Beavan
- A Francia Kiadás – Milena Canonero
- Cyrano Massimo Cantini Parrini
- Dűne – Robert Morgan és Jacqueline West
- Rémálmok sikátora – Luis Sequeira

2023: Elvis – Catherine Martin
- Amszterdam – J. R. Hawbaker, Albert Wolsky
- Babylon – Mary Zophres
- Mrs. Harris Párizsba megy – Jenny Beavan
- Nyugaton a helyzet változatlan – Lisy Christl

2024: Szegény párák – Holly Waddington
- Barbie – Jacqueline Durran
- Megfojtott virágok – Jacqueline West
- Napóleon – David Crossman és Janty Yates
- Oppenheimer – Ellen Mirojnick

2025: Wicked – Paul Tazewell
- Blitz – Jacqueline Durran
- Konklávé –Lisy Christl
- Nosferatu – Linda Muir
- Sehol se otthon – Arianne Phillips